# Nemopsis heteronema
Nemopsis heteronema är en nässeldjursart som beskrevs av Ernst Haeckel 1879. Nemopsis heteronema ingår i släktet Nemopsis och familjen Bougainvilliidae. Inga underarter finns listade i Catalogue of Life.